# Cerithiella pernambucoensis
Cerithiella pernambucoensis là một loài ốc biển rất nhỏ, là động vật thân mềm chân bụng sống ở biển trong họ Cerithiopsidae. Nó được de Lima and de Barros mô tả năm 2007.